# マックス・ブティング
マックス・ブティング（Max Butting, 1888年10月6日 - 1976年7月13日）はドイツの作曲家。

## 生涯
1888年ベルリン生まれ。ピアノ教師の母親とオルガン奏者のアルノルト・ドライヤーから最初の音楽教育を受ける。ギムナジウムを卒業後、1908年から1914年までミュンヘン音楽アカデミーで学ぶ。そこでは作曲をフリードリヒ・クローゼ、指揮をフェリックス・モットルとパウル・プリル、歌唱法をカール・エルラーに師事した。しかし作曲はクローセと意見が衝突したために、ヴァルター・クルヴォワジエの個人レッスンで多くを学んだ。またミュンヘン大学の哲学・心理学・音楽学の授業を聴講している。
第一次世界大戦では病のために徴兵されることを免れた。1919年にベルリンに戻って、鉄器商の父親の手伝いをして1923年まで働いた。この期間、作曲のための時間を十分にとることができ、ヴァルター・ルットマンやフィリップ・ヤルナッハなどの若手芸術家と交流をもった。1921年には左翼の「11月グルッペ」に加入し、1927年までその音楽イベントを指導した。また1925年には『社会主義月報』誌の音楽記者となり、国際現代音楽協会のドイツ支部の委員となった。彼の作品は国際現代音楽協会の音楽祭やドナウエッシンゲン音楽祭で知られるようになり、1929年に交響曲第3番をヘルマン・シェルヘンが指揮したことによって国際的な知名度を得た。
1933年1月、プロイセン芸術アカデミーの教員となったが、ナチスにとって好ましからざる人物としてすぐに免職となった。その後、父の残した鉄器会社の経営で生活していたが、会社の生き残りのために1940年にナチスに入党した。
第二次世界大戦後、彼は会社を手放しフリーランスの作曲家として東ベルリンに居住した。1948年には東ドイツ文化協会に加入し、1950年にはドイツ音楽アカデミーの創設メンバーとなり、1956年から1959年に副学長を務めた。また1951年より東ドイツ作曲家連盟のメンバーとなった。1968年にはベルリン大学から名誉教授の称号を、1973年には東ドイツ国家賞を受け取った。

## 音楽
ブティングの音楽は最初はアントン・ブルックナーとマックス・レーガーの影響を受けていたが、1920年代より新古典主義音楽と表現主義音楽の傾向を示すようになった。和声は基本的に調性の範囲内であったが、交響曲第9番のように十二音音楽に接近することもあった。交響曲では伝統的なソナタ形式を用いたが、1楽章制から5楽章制まで様々な模索を行った。
作品には10の交響曲、2つのシンフォニエッタ、ピアノ協奏曲、フルート協奏曲、10の弦楽四重奏曲をはじめとする多くの室内楽曲、オペラ、カンタータなどがある。

## 主な作品

### 管弦楽曲
- 交響曲第1番～16の楽器のために（1922年）
- 室内交響曲～13の楽器のために（1923年）
- 交響曲第2番（1926年）
- 交響曲第3番（1928年）
- バンジョーのためのシンフォニエッタ（1929年）
- 交響曲第4番（1942年）
- 交響曲第5番（1943年）
- 交響曲第6番（1945年、1953年改訂）
- 交響曲第7番（1949年）
- 弦楽オーケストラのためのソナチネ（1949年）
- フルート協奏曲（1950年）
- 交響曲第8番「ウアラウプスライゼ」（1952年）
- 交響的変奏曲（1953年）
- 交響曲第9番（1956年）
- シンフォニエッタ（1960年）
- 交響曲第10番（1963年）
- ピアノ協奏曲（1964年）

### 室内楽曲
- 弦楽四重奏曲第1番（1914年）
- 弦楽四重奏曲（1915年）
- 弦楽四重奏曲第2番（1917年）
- 弦楽四重奏曲第3番（1918年）
- 弦楽四重奏曲第4番（1919年）
- ヴァイオリン、ヴィオラ、チェロ、オーボエ、クラリネットのための五重奏曲（1922年）
- 弦楽四重奏曲第5番（1947年）
- ピアノ三重奏曲（1947年）
- 弦楽四重奏曲第6番（1953年）
- 弦楽四重奏曲第7番（1956年）
- 弦楽四重奏曲第8番「胎盤」（1957年）
- 弦楽四重奏曲第9番（1957年）
- 弦楽四重奏曲第10番（1971年）

### ピアノ曲
- ソナタ（1951年）
- 2つのトッカータ（1953年）

## 文献
- Max Butting: Musikgeschichte, die ich miterlebte. Henschel, Berlin 1955.
- Dietrich Brennecke: Das Lebenswerk Max Buttings. Deutscher Verlag für Musik (DVfM), Leipzig 1973.